# FK Ekranas
Panevėžio Ekranas é um clube de futebol lituano da cidade de Panevėžys. Ao longo de sua existência, ganhou 7 campeões de primeira linha e 5 títulos de copas nacionais.
O clube foi fundado em 1964 e durante 44 anos competiu na primeira divisão do futebol lituano. No entanto, no final da temporada de 2014, o clube passou por dificuldades financeiras, não cumpriu os critérios de admissão ao A Lyga para a temporada de 2015 e foi posteriormente declarado falido. Um novo clube FK Panevėžys foi formado para representar a cidade de Panevėžys, que conseguiu passar os critérios de licenciamento para a temporada 2015 I Lyga. A FK Ekranas foi declarada falida em 2016. Em 2020, FK Ekranas foi restaurado. Ele joga na 3ª camada da Lituânia.
O FK Ekranas venceu os campeonatos da Lituânia em 1985 ( Lituânia Soviética ), 1993, 2005, 2008, 2009, 2010, 2011 e 2012, a Copa da Lituânia em 1985 ( Lituânia Soviética ), 1998, 2000, 2010 e 2011 e a SuperTaça da Lituânia em 1998 , 2006, 2010, 2011 e 2012.
Em 5 de novembro de 2004, antes do jogo de decisão do campeão de A Lyga contra o FBK Kaunas , o clube foi polêmicamente expulso da primeira divisão pela National Football Club Association (NFKA) por suposta manipulação de resultados, mas foi reintegrado um dia depois.
Em agosto de 2006, o FK Ekranas venceu o primeiro torneio da Copa dos Campeões do Báltico em Liepāja, após vencer o campeão estoniano TVMK Tallinn por 6–4 e empatar com o time da casa Liepājas Metalurgs por 1–1.

## Elenco Atual
Última atualização: 10 de Julho de 2010 (UTC).
<...>